# Лист до президентів
Лист до президентів — пісня українського гурту Скрябін. Планувалася для нового альбому, який через смерть Кузьми на даний момент не записаний. 

## Історія
Текст написаний ще влітку 2014 року під впливом подій в Україні, перед смертю встиг записати демо-запис. Потрапити в ротацію на радіо не встигла. В Інтернеті опублікована 2 лютого 2015 року (в день трагедії), разом з іншими демо-записами для запланованого альбому.

## Зміст
В пісні жорстко критикується бездіяльність всіх президентів України щодо запобігання війни та байдужого ставлення до перебігу подій. Також співак звинуватив їх (хоча по логіці, більший натяк на чинного на той момент) у «зливанні» України, посиланні військових в «гарячі точки» як «гарматного м'яса» та умисному перешкоджанні закінчення війни.[неавторитетне джерело]

## Перебіг подій
Перед смертю співак давав досить скандальні інтерв'ю, де відкрито і досить сміливо критикував чинну, на той час, українську владу, не цураючись при цьому нецензурних слів. Прихильники версії замовного вбивства Андрія Кузьменка вважають, що крім інтерв'ю, смерть також «спричинила» ця пісня.[неавторитетне джерело]

## Оприлюднення
Офіційного кліпу не має, проте у мережі чимало аматорських відео на неї (переважно, з політичними складовими)
19 червня 2015 року в мережі опубліковано відео, на якому представники шоу-бізнесу та інші культурні діячі декламують пісню як вірш (кожний по стовпчику). Серед них Валерій Харчишин, Сергій Кузін, Віктор Бронюк, Соня Сотник, Мирослав Кувалдін та Юрій Тира. В кінці відео — цитата з пісні «Сам собі країна». Режисерами ролику виступили Дмитро Галанжа, Марина Статкевич, Сергій Пишун.
У серпні 2015 року пісня увійшла до альбому Кінець фільму.